# 清江清真寺
清江清真寺是淮安市一座保存较好的清真寺，位于中国江苏省淮安市清江浦区长东街道越河街，临古运河御码头，始建于明代，咸丰十年（1860年）庚申之劫中毁于捻军战火。同治九年重建。现存礼拜大殿、蝴蝶厅及清代重修清真寺碑两方。

## 保护
2003年3月，清江清真寺列为第二批淮安市文物保护单位。2006年列为第六批全国重点文物保护单位。